# Begonia adscendens
Begonia adscendens es una especie de planta de la familia Begoniaceae. Esta begonia es originaria de Nagaland en India. La especie pertenece a la sección Diploclinium; fue descrita en 1889 por el botánico inglés Charles Baron Clarke (1832-1906). El epíteto específico es adscendens que significa «ascendente».